# Grumes
Grumes (deutsch veraltet: Grumeis) ist eine Fraktion der Gemeinde (comune)  Altavalle und war bis 2016 eine eigenständige Gemeinde im Trentino in der autonomen Region Trentino-Südtirol. 

## Geografie
Grumes liegt etwa 21 Kilometer nordöstlich von Trient auf der orographisch rechten Talseite des vom Avisio durchflossenen Cembratales. Die Gemeinde gehörte zur Talgemeinschaft Comunità della Valle di Cembra und grenzte unmittelbar an Südtirol. Die Nachbargemeinden waren Grauno, Salurn (BZ), Segonzano, Sover und Valda.

## Geschichte
Am 1. Januar 2016 schlossen sich die Gemeinden Grumes, Valda, Faver und Grauno zur neuen Gemeinde Altavalle zusammen. 

## Verkehr
Durch das ehemalige Gemeindegebiet führt die Strada Statale 612 della Val di Cembra von Lavis nach Castello-Molina di Fiemme.